# Hellmut Klima
Hellmut Klima (* 13. Februar 1915 in Hermannstadt, Siebenbürgen; † 7. Oktober 1990 in Neppendorf) war ein rumäniendeutscher Historiker, evangelischer Pfarrer und Lehrer.
Nach Erhalt des Abiturs am Brukenthalgymnasium Hermannstadt, studierte Klima Theologie und Geschichte in Klausenburg, Wien und Leipzig. Seinen Lebensunterhalt verdiente er danach im Österreichischen Staatsarchiv. 1939 folgte die Promotion mit der Dissertation "Die Gubernatoren Siebenbürgens 1774–1867" (veröffentlicht 1943 in rumänischer Sprache).
1940 wurde er Pfarrer in der siebenbürgisch-sächsisch-landlerischen Gemeinde Neppendorf und von 1969 bis 1978 zusätzlich als Dechant des Hermannstädter Kirchenbezirks sowie das geistliche Mitglied des Landeskonsistoriums der Evangelischen Kirche Rumäniens. Er blieb dies bis zu seiner Pensionierung 1980. 1945 wurde seine Tätigkeit allerdings unterbrochen, als er in die UdSSR deportiert wurde und dort Zwangsarbeit verrichten musste.
Sein schriftlicher Nachlass wurde in Teilen von der Bibliothek des Siebenbürgen-Institutes übernommen. Unter anderem lagert dort die Transsylvanica-Sammlung und 364 Ortsmonografien aller siebenbürgisch-sächsischen Dorfgründungen.
Seine Münzsammlung erhielt das Siebenbürgische Museum. Als Neppendorfer Pfarrer erforschte er in akribischer Detailarbeit die Geschichte der Landler. Das Ergebnis dieser Arbeiten konnte er jedoch in der Zeit des Kommunismus in Rumänien nicht veröffentlichen, Teile davon wurden jedoch später von der nach Österreich ausgewanderten Neppendorfer Landlerin Renate Bauinger-Liebhart publiziert.